# Matthew Carter

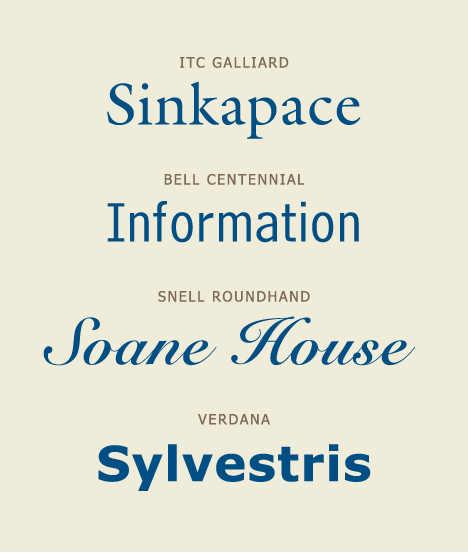
Exempel på teckensnitt skapade av Matthew Carter.

Matthew Carter, född 1937 i London, är en brittisk typograf. Han bor i Cambridge, Massachusetts, USA. Carters karriär inom typografi har fått bevittna övergången från fysiska blytyper till digitala lagringstyper. Han utnämndes 2010 till en av årets MacArthur Fellow-stipendiater.

## Utbildning
Trots att Carters intention var att ta sin examen i Engelska från Oxford University fick han rådet att ta ett sabbatsår, så att han vid sin examen skulle vara jämnårig med de övriga avgångsstudenterna inför den stundande värnplikten. Med hjälp av faderns (Harry Carter, även han typograf) kontakter fick Carter en lärlingstjänst hos Joh. Enschedé stilgjuteri i Nederländerna. Vid 19 års ålder tillbringade Carter därför ett års studier i Nederländerna där hans instruktör var Jan van Krimpens assistent P. H. Raedisch, som lärde Carter hur man framställde blytyper för sättning av text. Redan 1961 kunde Carter använda sina nyvunna färdigheter till att framställa sin egen variant av det halvfeta typsnittet Dante.

## Karriär
Carter återvände så småningom till London där han blev frilans och tillika typografisk rådgivare för Crosfield Electronics, som var distributör av Photons fotosättningsmaskiner. Carter designade även ett flertal typsnitt för Mergenthaler Linotype. För Linotypes räkning skapade Carter välkända typsnitt som till exempel den 100-åriga ersättningsutgåvan av typsnittet för Bell Telephone Company, Bell Centennial.
1981 skapade Carter och hans kollega Mike Parker stilgjuteriet Bitstream Inc. Än idag (2011) är detta bolag en av världens största leverantörer av digitala typer. Han lämnade Bitstream 1991 för att grunda stilgjuteriet Carter & Cone tillsammans med Cherie Cone. Matthew Carter fokuserar numera på att förbättra läsbarheten hos många typsnitt. Han designar specifikt för Apple och Microsoft. Georgia och Verdana är två av hans typsnitt som skapades för att primärt användas till texter som ämnas visas på datorskärmar. Carter har även designat typsnitt för tidningar och magasin som till exempel Time, The Washington Post, The New York Times, Boston Globe, Wired och Newsweek. Han är en av medlemmarna i Alliance Graphique Internationale (AGI), en av de framstående bedömarna för Yales universitetsprogram inom "Grafisk design", har tjänstgjort som ordförande för ATypI och är en ex officio-medlem i styrelsen för Society of Typographic Aficionados (SOTA).
Carter har vunnit ett flertal priser och utnämningar för sina betydande insatser inom typografi och design, vilket bl.a. inkluderar en honoris causa Hedersdoktor från Art Institute of Boston, en AIGA-medalj 1995 och 2005 års SOTA Typography Award. I december 2002 anordnades en utställning som ett slags tillbakablick på hans karriär, "Typographically Speaking, The Art of Matthew Carter," vid University of Maryland i Baltimore County. MacArthur Fellows Program utnämnde 2010 Carter till en MacArthur Foundation Fellow, som i USA även är går under namnet "geni-stipendiet".
2007 designade Carter en ny variant av typsnittet Georgia för användning i det Bloomberg-terminalernas grafiska gränssnitt.

## Typsnitt
Matthew Carters typsnitt inkluderar:
| - Bell Centennial - Big Caslon - Bitstream Charter - Big Figgins - Carter Sans (2011) - Cascade Script - Elephant - Fenway | - ITC Galliard - Gando - Georgia - Mantinia - Meiryo (Latin range) - Miller - Monticello | - Nina - Olympian - Rocky - Shelley Script - Snell Roundhand - Skia - Sophia | - Tahoma - Verdana - Vincent - Wilson Greek - Wrigley - Yale University:s teckensnitt |